# MFK Slovan Giraltovce

MFK Slovan Giraltovce là một câu lạc bộ bóng đá Slovakia, đến từ thị trấn Giraltovce. Câu lạc bộ được thành lập năm 1916.

## Huấn luyện viên nổi tiếng
- Jozef Bubenko